# St. Louis Rams 2003
La stagione 2003 dei St. Louis Rams è stata la 66ª della franchigia nella National Football League e la nona a St. Louis, Missouri Marc Bulger sostituì Kurt Warner come quarterback titolare, portando la squadra all'ultimo titolo di division fino al 2017. Warner fu svincolato a fine stagione per liberare spazio salariale e Bulger rimase il titolare per le successive sei stagioni.

## Roster
| Roster dei St. Louis Rams nel 2003 |
| --- |
| Quarterback - 13 Kurt Warner - 10 Marc Bulger Running Back - 28 Marshall Faulk - 44 Joey Goodspeed FB - 34 Lamar Gordon - 33 Arlen Harris - 26 Joffrey Reynolds Wide Receiver - 80 Isaac Bruce - 83 Kevin Curtis - 82 Mike Furrey - 81 Torry Holt - 89 Dane Looker - 84 Shaun McDonald Tight End - 87 Cam Cleeland - 86 Brandon Manumaleuna Offensive Linemen - 65 Andy King G - 67 Andy McCollum C - 76 Orlando Pace T - 70 John St. Clair T - 62 Adam Timmerman G - 68 Kyle Turley T - 64 Dave Wohlabaugh C Defensive Linemen - 94 Bryce Fisher DE - 96 Erik Flowers DE - 73 Jimmy Kennedy DT - 97 Tyoka Jackson DT - 92 Damione Lewis DT - 91 Leonard Little DE - 79 Ryan Pickett DT - 98 Grant Wistrom DE - 66 Brian Young DT Linebacker - 59 Jamie Duncan MLB - 56 Jeremy Loyd MLB - 52 Tommy Polley OLB - 55 Robert Thomas OLB - 50 Pisa Tinoisamoa OLB Defensive Back - 31 Adam Archuleta SS - 23 Jerametrius Butler CB - 25 Rich Coady S - 22 Travis Fisher CB - 21 Kevin Garrett CB - 24 DeJuan Groce CB - 42 Jason Sehorn SS - 38 Shane Walton - 35 Aeneas Williams CB Special Team - 5 Sean Landeta P - 45 Chris Massey LS - 14 Jeff Wilkins K Lista delle riserve - 58 Andy Eby C (IR) Squadra di allenamento - 16 Michael Coleman WR |
| Legenda - I rookie sono in corsivo. - Il primo ruolo è il principale mentre gli eventuali successivi indicano i ruoli secondari. - (IR) sta per Injured Reserve ed indica la lista ristretta per un solo giocatore infortunato che può tornare ad allenarsi dopo la settimana 6 e a rientrare in prima squadra dopo che questa ha giocato 8 partite. - (NF-Inj.) / (NF-Ill.) stanno rispettivamente per Non-Football Injured e Non-Football Illness ed indicano le liste dove viene inserito un giocatore che ha un infortunio o una malattia non dipendente dal football americano. - (PUP) sta per Physically Unable to Perform ed indica la lista dove viene inserito un giocatore mentre è in attesa di recuperare la condizione fisica. Nella stagione regolare dopo la sesta partita giocata dalla propria squadra, il giocatore ha tempo tre settimane per riprendere ad allenarsi, più tre settimane aggiuntive dal suo rientro agli allenamenti per rientrare in prima squadra. |

## Calendario

### Stagione regolare
| Stagione regolare |                        |                    |                    |                          |
| Turno             | Avversario             | Risultati          | Risultati          | Stadio                   |
| Turno             | Avversario             | Punteggio          | Record             | Stadio                   |
| 1                 | at New York Giants     | S 13–23            | 0–1                | Giants Stadium           |
| 2                 | San Francisco 49ers    | V 27–24 dts        | 1–1                | Edward Jones Dome        |
| 3                 | at Seattle Seahawks    | S 23–24            | 1–2                | Seahawks Stadium         |
| 4                 | Arizona Cardinals      | V 37–13            | 2–2                | Edward Jones Dome        |
| 5                 | Settimana di pausa     | Settimana di pausa | Settimana di pausa | Settimana di pausa       |
| 6                 | Atlanta Falcons        | V 36–0             | 3–2                | Edward Jones Dome        |
| 7                 | Green Bay Packers      | V 34–24            | 4–2                | Edward Jones Dome        |
| 8                 | at Pittsburgh Steelers | V 33–21            | 5–2                | Heinz Field              |
| 9                 | at San Francisco 49ers | S 10–30            | 5–3                | San Francisco Stadium    |
| 10                | Baltimore Ravens       | V 33–22            | 6–3                | Edward Jones Dome        |
| 11                | at Chicago Bears       | V 23–21            | 7–3                | Soldier Field            |
| 12                | at Arizona Cardinals   | V 30–27 dts        | 8–3                | Sun Devil Stadium        |
| 13                | Minnesota Vikings      | V 48–17            | 9–3                | Edward Jones Dome        |
| 14                | at Cleveland Browns    | V 26–20            | 10–3               | Cleveland Browns Stadium |
| 15                | Seattle Seahawks       | V 27–22            | 11–3               | Edward Jones Dome        |
| 16                | Cincinnati Bengals     | V 27–10            | 12–3               | Edward Jones Dome        |
| 17                | at Detroit Lions       | S 20–30            | 12–4               | Ford Field               |

### Playoff
| Playoff    |            |               |                   |               |                   |
| Turno      | Data       | Ora           | Avversario        | Punteggio     | Stadio            |
| Divisional | 10 gennaio | 7:00 p.m. CST | Carolina Panthers | S 23–29 (2ts) | Edward Jones Dome |

## Classifiche
| NFC West             |    |    |   |      |     |      |     |     |     |
|                      | V  | S  | P | %    | DIV | CONF | PF  | PS  | STR |
| (2) St. Louis Rams   | 12 | 4  | 0 | .750 | 4–2 | 8–4  | 447 | 328 | S1  |
| (5) Seattle Seahawks | 10 | 6  | 0 | .625 | 5–1 | 8–4  | 404 | 327 | V2  |
| San Francisco 49ers  | 7  | 9  | 0 | .438 | 2–4 | 6–6  | 384 | 337 | S1  |
| Arizona Cardinals    | 4  | 12 | 0 | .250 | 1–5 | 3–9  | 225 | 452 | V1  |